# Brýlový fetišismus

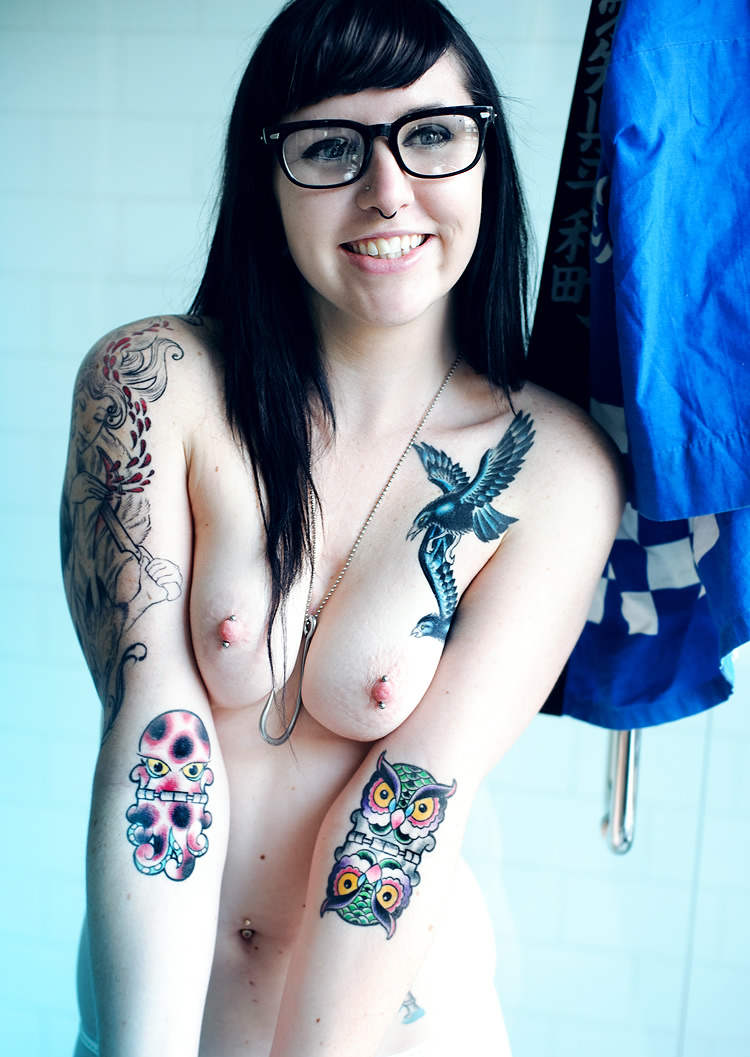
Modelka patřící mezi tzv. SuicideGirls

Brýlový fetišismus je označení pro sexuální přitažlivost založenou na nošení dioptrických brýlí. Jde o druh parafilie, který lze zařadit jednak do fetišismu, a také mezi erotické úchylky pro tělesná postižení. Ve velké většině jsou brýlovými fetišisty heterosexuální muži, které přitahují brýlaté ženy.
Brýlový fetišismus zahrnuje celou řadu jevů, ať už samotné nošení brýlí partnerem (nebo i svých vlastních), sundávání brýlí, pohled na optické lomové efekty ve sklech, nošení brýlí během pohlavního styku nebo ejakulaci na brýle. Brýle mohou na brýlového fetišistu působit i samotným zjevem nebo symbolikou předpokládaných atraktivních vlastností (např. inteligence nebo bezbrannost). Podle situace nebo stylu přitom brýle mohou mít diametrálně odlišné vyznění – submisivní (usedlost, nevinnost, zakřiknutost) nebo naopak dominantní (učitelka vs. žák apod.).

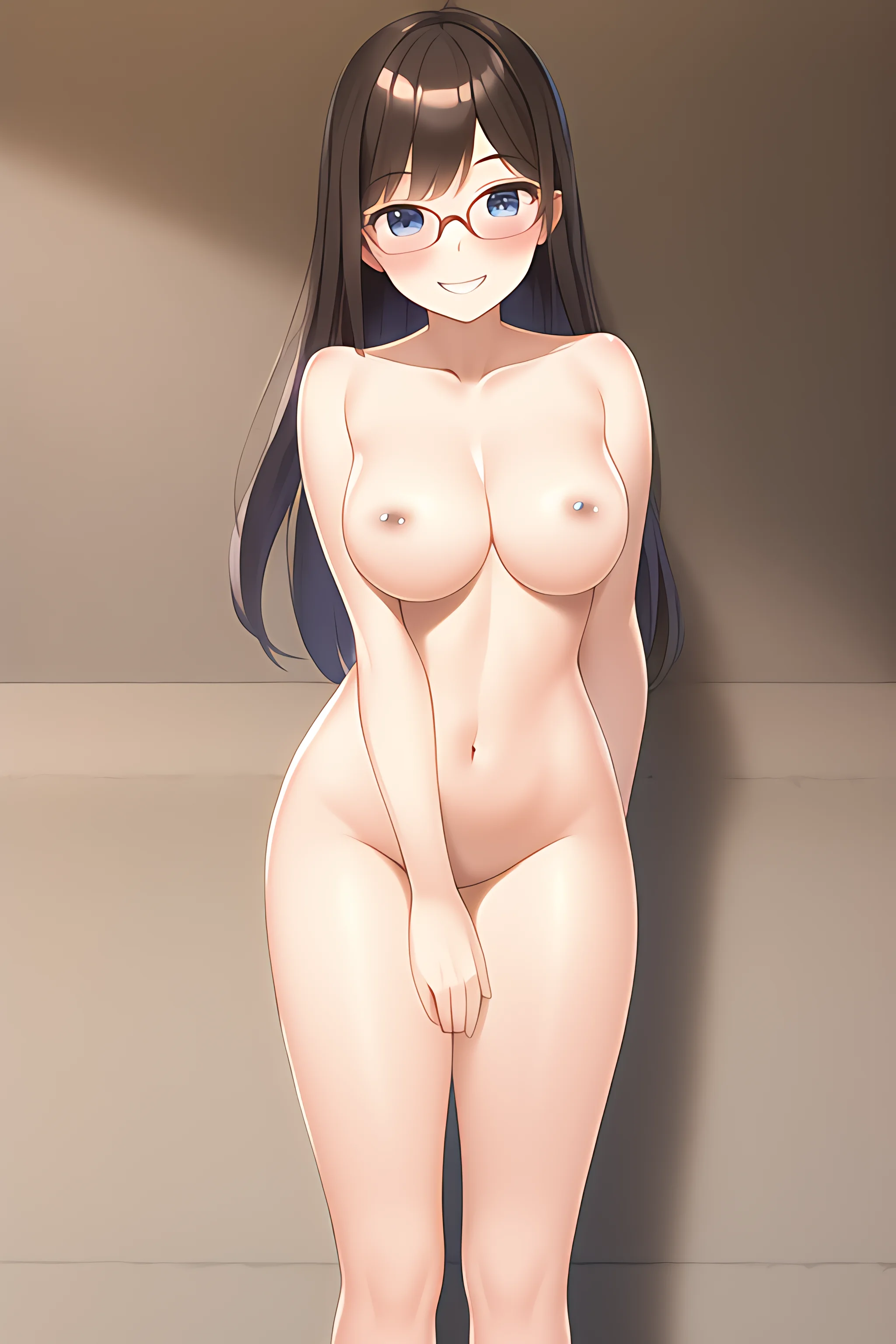
Erotické zpodobnění charakteru Meganekko

Někteří brýloví fetišisté jsou vzrušováni hlavně brýlemi jako takovými, ty nejvíc uspokojuje pornografie s modelkami majícími nasazeny velmi silné brýle. Pro jiné je podstatný spíše ten aspekt, že objekt vášně je na brýlích skutečně závislý, takoví preferují reálné osoby s jejich vlastními brýlemi. Brýlové fetišisty lze dělit i podle toho, zda je více vzrušují brýle spojné (zvětšují a zvýrazňují oči), nebo rozptylné.
Pro tyto účely existuje i subžánr pornografie (zvaný též spex appeal), kdy pornoherečka nebo pornoherec nosí brýle. Oblíbeným typem jsou např. navenek seriózní a upjaté, ale vskrytu vášnivé učitelky, doktorky, knihovnice (sexy librarian) apod.
S tímto zaměřením souvisí též japonský komiksový žánr a archetyp Meganekko, v překladu „brýlaté děvče“, označující hrdinky specifického „nerdovského“ typu, které jsou nadprůměrně inteligentní, zároveň introvertní a sociálně neobratné.